# Gianconte Brandolini

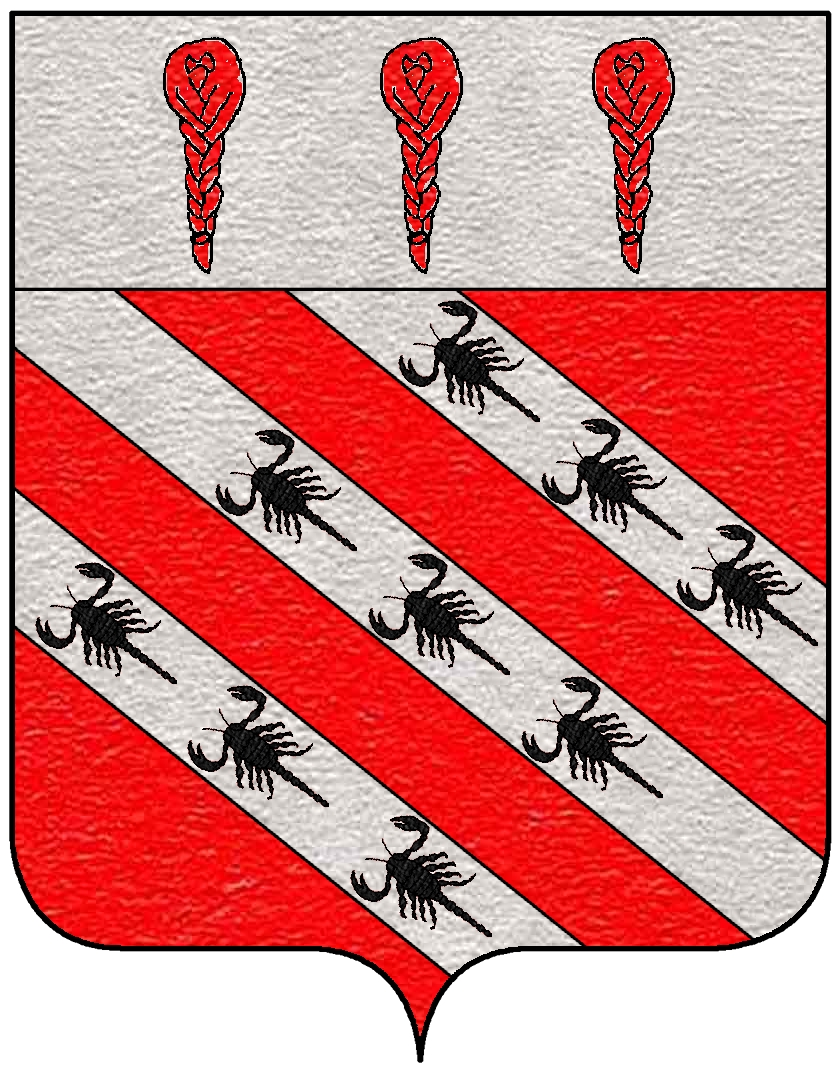
Stemma dei Brandolini

Gianconte Brandolini (1460 circa – dopo il 1514) è stato un condottiero italiano.

## Biografia
Terzogenito di Cecco Brandolini e Filippa Trissino, apparteneva a una famiglia tradizionalmente dedita al mestiere delle armi e legata alla Repubblica di Venezia, per conto della quale amministrava il feudo di Valmareno.
Nel 1476 ebbe l'autorizzazione della Serenissima di svolgere la carriera militare fuori dai confini dello Stato. Dei suoi esordi non si sa molto, ma probabilmente fu al seguito del fratello Guido servendo il Ducato di Milano.
Nel 1482, tornato nell'esercito veneto, prese parte alla guerra di Ferrara combattendo nel Bresciano contro gli Sforza e poi a Ferrara.
Nel 1487 era in Trentino nella guerra contro Sigismondo d'Austria. Si distinse particolarmente dopo la sconfitta di Castel Pietra quando, assieme a Roberto Sanseverino, sostenne l'urto dei Tedeschi che inseguivano le loro truppe. Alla morte del Sanseverino assunse il comando delle milizie sopravvissute, mettendole in salvo a Serravalle; da qui, appoggiato dai suoi sudditi della Valmareno, condusse una logorante guerriglia contro gli invasori e contribuì a creare le condizioni favorevoli a Venezia che avrebbero portato alla pace, nel novembre successivo.
Nel 1495, all'entrata della Repubblica nella guerra d'Italia contro Carlo VIII di Francia, si imbarcò nella flotta comandata da Antonio Grimani con l'obiettivo di attaccare le città pugliesi occupate dal nemico. Alla testa di un reparto di stradiotti, partecipò agli eventi principali del conflitto, in particolare nella conquista di Monopoli.
Nel 1498 fu impegnato nella guerra di Pisa contro i Fiorentini e combatté sull'Appennino toscano. Conclusa la pace nel 1499, fu inviato a Udine con centosessanta cavalieri al seguito nel timore di un imminente attacco dei Turchi. Quando l'invasione si concretizzò, il Brandolini fu al comando di settemila cavalli nelle operazioni di disturbo che bloccarono l'avanzata degli Ottomani costringendoli alla ritirata.
Dopo la morte di Guido, nel 1503, il Collegio dei Savi gli concesse sessanta degli ottanta soldati che erano stati del fratello (gli altri venti andavano all'altro fratello Ettore). Nello stesso anno, con la scomparsa di papa Alessandro VI, fu coinvolto nel tentativo della Serenissima di conquistare i domini dei Borgia in Romagna: partecipò, fra l'altro, alla presa di Rimini e a quella di Faenza.
Negli anni successivi stanziò con le sue truppe tra il Friuli e il Trevigiano, visto il crescente clima di tensione con il Sacro Romano Impero. Allo scoppio del conflitto, nel 1508, fu nuovamente in primo piano, divenendo uno dei maggiori collaboratori di Bartolomeo d'Alviano nel comando delle operazioni in Friuli e in Cadore. Protagonista della vittoriosa battaglia di Rusecco, partecipò alla conquista di Pordenone, Udine e Trieste e, dopo la pace conclusa con Massimiliano I d'Asburgo, fu portato in trionfo a Venezia con gli altri condottieri.
Le folgoranti azioni del Brandolini avevano particolarmente colpito Massimiliano che lo aveva dichiarato ribelle (cosa infondata, perché non era feudatario imperiale, ma veneziano). Il sovrano aveva inoltre promesso a Tiberto Brandolini, suo parente del ramo romagnolo, il feudo della Valmareno in caso di vittoria.
Con l'inizio della guerra della Lega di Cambrai e la sconfitta di Agnadello, il Brandolini si occupò della riorganizzazione dell'esercito veneziano agli ordini di Niccolò Orsini, quindi contribuì alla riscossa veneziana. Partecipò alla riconquista di Treviso e di Padova, in seguito ottenne di portarsi nella sua Valmareno minacciata dagli Imperiali. Ancora una volta aiutato dai valligiani, attaccò Serravalle, dove i Tedeschi si erano rinchiusi, e la mise a sacco; poi continuò l'offensiva riprendendo Belluno e Feltre.
Nel giugno 1510 fu agli ordini del provveditore Andrea Gritti nella riconquista di Vicenza, mentre un mese dopo era tornato nel Trevigiano per rastrellare i soldati imperiali sbandati. Conclusa l'alleanza tra Venezia e papa Giulio II, partecipò all'assedio della Mirandola alla testa di milleduecento cavalieri e seicento fanti. Durante questa campagna scoppiò un dissidio con un altro condottiero veneziano, Giovanni Manfroni; il caso ebbe una certa risonanza tanto da occupare il Collegio dei Savi ma, grazie alle relazioni che il Brandolini intratteneva a Venezia, si risolse con una riappacificazione senza alcuna sanzione.
Dal febbraio 1511 lo si ritrova in Polesine contro Francesi e Ferraresi, nell'attesa che il pontefice desse il suo appoggio a un attacco decisivo contro Ferrara. Ma la rinuncia di Giulio II, nel maggio, costrinse i Veneziani ad abbandonare la regione. Fu poi impegnato nella difesa di Padova e impedì le sortite francesi da Verona e Legnago. Nel novembre, durante la nuova offensiva veneziana, fu con Vitello Vitelli al comando della cavalleria del provveditore Gian Paolo Gradenigo e fu grazie alla sua conoscenza dei luoghi se i Veneziani uscirono vincitori dalle battaglie di Cormons e Villa Vicentina.
Nel 1512 era nuovamente a combattere a Vicenza e a Brescia. Qui fu imprigionato dai Francesi ma, dopo la battaglia di Ravenna e la conseguente ritirata dei transalpini, fu liberato.
Conclusa la pace, il Brandolini fu congedato con una pensione di venti ducati mensili. Ma già nel febbraio 1513 fu richiamato alle armi con il compito di reclutare nei suoi feudi truppe da impiegare contro gli Imperiali acquartierati a Feltre. Anche quest'ultima impresa lo vide vittorioso.
L'ultima notizia sul suo conto risale al 1514. Aveva sposato Elena Gabrielli dei conti di San Polo di Piave da cui ebbe una sola figlia, Filippa, andata in sposa a Pietro Lion e, in seconde nozze, a Vittorio Malipiero.